# 2019-es Roland Garros
A 2019-es Roland Garros az év második tenisz Grand Slam-tornája, amelyet 118. alkalommal, 2019. május 26. és június 9. között rendeztek meg Párizsban. A tornán bajnokot avattak férfi és női egyesben és párosban, vegyes párosban, valamint junior fiú és lány kategóriákban egyesben és párosban is. A versenyprogram része volt a kerekesszékesek versenye, valamint a szenior versenyzők bemutató jellegű küzdelme.
A Roland Garros az egyetlen salakpályás Grand Slam-torna. Díjalapja 2019-ben 42 661 000 euró volt.
A cím védője férfi egyesben a spanyol Rafael Nadal, a női egyesben a román Simona Halep volt. A nőknél a trófeát az ausztrál Ashleigh Barty nyerte el, aki a döntőben 6–1, 6–3-ra győzött a cseh Markéta Vondroušová ellen. A férfiaknál Nadal megvédte címét, miután a döntőben 6–3, 5–7, 6–1, 6–1 arányban győzött az osztrák Dominic Thiem ellen.
A magyar versenyzők közül a tornán ebben az évben egyedül Fucsovics Márton indulhatott világranglista helyezése alapján a főtáblán. A női egyesben Babos Tímea és Stollár Fanny, míg a férfiaknál Balázs Attila a selejtezőben indulhatott. Stollár Fanny a selejtező első körében, Balázs Attila a második körben kényszerült búcsúzni. Babos Tímea szerencsés vesztesként felkerült a főtáblára, de az első fordulóban vereséget szenvedett. Férfi párosban Fucsovics Márton a svéd Robert Lindstedttel kezdte meg a tornát, és az első körön nem jutottak túl, míg vegyes párosban Babos Tímeával alkottak csapatot és a második körben szenvedtek vereséget. Női párosban Babos Tímea a francia Kristina Mladenovic oldalán indult, és megszerezték a győzelmet. Ezzel Babos Tímea a második, Kristina Mladenovic a harmadik Grand Slam-tornagyőzelmét aratta.
A junior lányok között Tóth Amarissa Kiara bejutott a selejtező döntőjébe, ott azonban sérülés miatt feladni kényszerült a versenyt. A junior lányok főtábláján Nagy Adrienn egyéniben az első körben szenvedett vereséget, párosban hetedik kiemeltként indult és az elődöntőig jutott. A junior fiúk között Makk Péter a selejtezőből feljutva a harmadik körben az első kiemeltet is legyőzve jutott a negyeddöntőbe, ahol azonban vereséget szenvedett. Párosban az első körben esett ki.

## Eredmények

### Férfi egyes
- Rafael Nadal –  Dominic Thiem, 6–3, 5–7, 6-1, 6–1

### Női egyes
- Ashleigh Barty –  Markéta Vondroušová, 6–1, 6–3

### Férfi páros
- Kevin Krawietz /  Andreas Mies –  Jérémy Chardy /  Fabrice Martin 6–2, 7–6(3)

### Női páros
- Babos Tímea /  Kristina Mladenovic –  Tuan Jing-jing /  Cseng Szaj-szaj 6–2, 6–3

### Vegyes páros
- Latisha Chan /  Ivan Dodig –  Gabriela Dabrowski /  Mate Pavić,  6–1, 7–6(5)

### Juniorok

#### Fiú egyéni
- Holger Vitus Nødskov Rune –  Toby Alex Kodat, 6–3, 6–7(5), 6–0

#### Lány egyéni
- Leylah Fernandez –  Emma Navarro, 6–3, 6–2

#### Fiú páros
- Matheus Pucinelli de Almeida  /  Thiago Agustín Tirante –  Flavio Cobolli /  Dominic Stephan Stricker, 7–6(3), 6–4

#### Lány páros
- Chloe Beck /  Emma Navarro –  Alina Charaeva  /  Anastasia Tikhonova, 6–1, 6–2

## Világranglistapontok
| Eredmény           | Férfi egyes | Férfi páros | Női egyes | Női páros |
| ------------------ | ----------- | ----------- | --------- | --------- |
| Győzelem           | 2000        | 2000        | 2000      | 2000      |
| Döntő              | 1200        | 1200        | 1300      | 1300      |
| Elődöntő           | 720         | 720         | 780       | 780       |
| Negyeddöntő        | 360         | 360         | 430       | 430       |
| 16 között          | 180         | 180         | 240       | 240       |
| 32 között          | 90          | 90          | 130       | 130       |
| 64 között          | 45          | 0           | 70        | 10        |
| 128 között         | 10          | –           | 10        | –         |
| Főtáblára jutás    | 25          | 25          | 40        | –         |
| Selejtező (3. kör) | 16          | –           | 30        | –         |
| Selejtező (2. kör) | 8           | –           | 20        | –         |
| Selejtező (1. kör) | 0           | –           | 2         | –         |

## Pénzdíjazás
A torna összdíjazása 42 661 000 euró (48 252 000 dollár) volt, amely mintegy 8%-kal magasabb az előző évinél. A férfi és a női egyéni győztesnek fejenként 2 300 000 euró jár, amely 100 000 euróval több a 2018-as díjnál.
| Eredmény           | Egyes*      | Egyes*      | Páros**                                                                     | Vegyes páros**                                                              |
| Eredmény           | Férfiak***  | Nők****     | Páros**                                                                     | Vegyes páros**                                                              |
| Győzelem           | 2 300 000 € | 2 300 000 € | 580 000 €                                                                   | 122 000 €                                                                   |
| Döntő              | 1 180 000 € | 1 180 000 € | 290 000 €                                                                   | 61 000 €                                                                    |
| Elődöntő           | 590 000 €   | 590 000 €   | 146 000 €                                                                   | 31 000 €                                                                    |
| Negyeddöntő        | 415 000 €   | 415 000 €   | 79 500 €                                                                    | 17 500 €                                                                    |
| 16 között          | 243 000 €   | 243 000 €   | 42 500 €                                                                    | 10 000 €                                                                    |
| 32 között          | 143 000 €   | 143 000 €   | 23 000 €                                                                    | 5000 €                                                                      |
| 64 között          | 87 000 €    | 87 000 €    | 11 500 €                                                                    | –                                                                           |
| 128 között         | 46 000 €    | 46 000 €    | –                                                                           | –                                                                           |
| Selejtező (döntő)  | 24 000 €    | 24 000 €    | *Nemenként **Csapatonként ***128-as selejtezőtábla ****96-os selejtezőtábla | *Nemenként **Csapatonként ***128-as selejtezőtábla ****96-os selejtezőtábla |
| Selejtező (2. kör) | 12 250 €    | 12 250 €    | *Nemenként **Csapatonként ***128-as selejtezőtábla ****96-os selejtezőtábla | *Nemenként **Csapatonként ***128-as selejtezőtábla ****96-os selejtezőtábla |
| Selejtező (1. kör) | 7000 €      | 7000 €      | *Nemenként **Csapatonként ***128-as selejtezőtábla ****96-os selejtezőtábla | *Nemenként **Csapatonként ***128-as selejtezőtábla ****96-os selejtezőtábla |